# جيتكا فالكوفا
جيتكا بوهو (بالتشيكية: Jitka Boho)‏ (ولدت جيتكا فالكوفا) مغنية وعارضة أزياء سابقة تشيكية، من تربيتش حاملة لقب مسابقة ملكة جمال والتي توجت به عن مسابقة ملكة جمال التشيك 2010 ومثلت بلدها في مسابقة ملكة جمال الكون 2010.

## روابط خارجية
- جيتكا فالكوفا على موقع IMDb (الإنجليزية)
- جيتكا فالكوفا على موقع ديسكوغز (الإنجليزية)
- جيتكا فالكوفا على موقع ديسكوغز (الإنجليزية)
- جيتكا فالكوفا على موقع قاعدة بيانات الفيلم (الإنجليزية)
- الموقع الرسمي
- Válková's profile on Miss Universe Official site
- جيتكا فالكوفا على إنستغرام